# Montevideo (distrito)
Montevideo é um distrito peruano localizado na Província de Chachapoyas, departamento Amazonas. Sua capital é a cidade de Montevideo.

## Transporte
O distrito de Montevideo é servido pela seguinte rodovia:
- PE-8B, que liga o distrito de Cajamarca (Região de Cajamarca) ao distrito de Chachapoyas.[2][3][4]